# Вранещица
Вранещица (на македонска литературна норма: Вранештица) е село в Северна Македония, в община Кичево.

## География
Селото е разположено в Кичевската котловина в северозападното подножие на планината Баба Сач на десния бряг на река Треска (Голема).

## История
Църквата „Свети Георги“ е от края на XVI век, „Свети Илия“ е с няколко години по-късна, а „Свети Никола“ е от 1861 година.
В XIX век Вранещица е чисто българско село в Кичевска каза на Османската империя. В „Етнография на вилаетите Адрианопол, Монастир и Салоника“, издадена в Константинопол в 1878 година и отразяваща статистиката на населението от 1873 година, Вранещица (Vranéschtitza) е посочено като село с 84 домакинства с 290 жители българи. Според статистиката на Васил Кънчов („Македония. Етнография и статистика“) към 1900 година във Вранещица живеят 750 българи-християни.
През 1868 година трима жители на Вранещица са спомоществуватели за три екземпляра от изданието на „Поучително евангелие“ на Софроний Врачански. Това са: поп Йован П. Кузманов, механджията Спасен Костов и касапина Георгие  Божинов.
През учебната 1893/1894 година във Вранещица функционира българско смесено първоначално училище със забавачка. В забавачката учат 28 деца (20 момчета и 8 момичета), в първо отделение - 13 (8 момчета и 5 момичета), във второ отделение - (4 момчета и 2 момичета), а в трето - 9 (8 момчета и 1 момиче). Двама учители в Македония и Одринско са родом от Вранещица.
На Етнографската карта на Битолския вилает на Картографския институт в София от 1901 година Вранещица е чисто българско село в Кичевската каза на Битолския санджак със 120 къщи.
Цялото село е под върховенството на Българската екзархия. По данни на секретаря на екзархията Димитър Мишев („La Macédoine et sa Population Chrétienne“) в 1905 година във Вранещица има 960 българи екзархисти.
Статистика, изготвена от кичевския училищен инспектор Кръстю Димчев през лятото на 1909 година, дава следните данни за Вранещица:
| Домакинства | Гурбетчии | Грамотни | Грамотни | Грамотни | Неграмотни | Неграмотни | Неграмотни |
| Домакинства | Гурбетчии | мъже     | жени     | общо     | мъже       | жени       | общо       |
| ----------- | --------- | -------- | -------- | -------- | ---------- | ---------- | ---------- |
| 119         | 111       | 151      | 49       | 200      | 165        | 274        | 439        |

По време на Балканската война в 1912 година 13 души от селото се включват като доброволци в Македоно-одринското опълчение.
След Междусъюзническата война в 1913 година селото попада в Сърбия.
По време на българското управление на Вардарска Македония през Първата световна война Вранещица е част от Карбунишка община в Кичевка околия на Битолски окръг и има 817 жители.
На етническата си карта на Северозападна Македония в 1929 година Афанасий Селишчев отбелязва Вранещица като българско село.
Според преброяването от 2002 година селото има 438 жители – 437 македонци и 1 сърбин.
От 1996 до 2013 година селото е център на община Вранещица.

## Личности
Родени във Вранещица
- Арсени Андонов Георгиев (1882 - след 1943)[13] македоно-одрински опълченец, служил в 4-а рота на 5-а одринска дружина, сражавал се при Дедеагач и другаде;[14] на 6 март 1943 година, като жител на Вранещица, подава молба за българска народна пенсия,[13] която е одобрена и пенсията е отпусната от Министерския съвет на Царство България[14]
- Ванчо Сърбаков (? – 1905), български революционер, войвода на ВМОРО
- Димитър Калевски (1878 – 1958), български революционер
- Евгени Попсимеонов (1872 – ?), български революционер
- Кръсто Георгиев Скура, български революционер от ВМОРО, четник на Петър Георгиев[15]
- Методи Стойков, български революционер от ВМОРО, кичевски войвода[16]
- Милисав Богоя, българин, православен, арестуван преди април 1904 година, обвинен, че е „тръгнал по пътя на разбойничество и в периода от 13 март 1903 до 13 март 1904 година участвал в убийството на Мехмед Ибрахим от село Лисичани и на Едхем от село Сълп, макар и да били в състав на четата“, обвинен от Обвинителната комисия, лежал в Кичевския затвор, амнистиран с общата амнистия от 12 април 1904 година[17][18]
- Никола Скаев (Скайов) (1860 – след 1943) български революционер
- Никола Трайков (1888 – 1963), български революционер, дипломат, историк, журналист и библиограф
- Нове Тарунаров, български революционер, вуйчо на Иван Шумков, в 1869 година е член на Крушевската конспирация[19]
- архимандрит Софроний (1840 – 1911), български духовник, игумен на манастира Пречиста
- Светозар Георгиев (1882 – ?), български революционер от ВМОРО
- Спасе Теофан Лазар, българин, православен, арестуван преди април 1904 година, обвинен, че е „тръгнал по пътя на разбойничество и в периода от 13 март 1903 до 13 март 1904 година участвал в убийството на Мехмед Ибрахим от село Лисичани и на Едхем от село Сълп, макар и да били в състав на четата“, обвинен от Обвинителната комисия, лежал в Кичевския затвор, амнистиран с общата амнистия от 12 април 1904 година[20][18]
- Стойко Трайков Нарев (1876 – 1941), български общественик, деец на македонската емиграция, брат на революционера и просветен деец Никола Трайков Нарев[21]
- Тома Николов (1861 – 1946), български духовник и революционер
- Трайко Ковачев, български революционер, кичевски войвода на ВМОРО[22]
- Христо Сърбаков, български революционер, деец на ВМОРО, брат на Ванчо Сърбаков
- Цветан Здраве, българин, православен, арестуван преди април 1904 година, обвинен, че е „тръгнал по пътя на разбойничество и в периода от 13 март 1903 до 13 март 1904 година участвал в убийството на Мехмед Ибрахим от село Лисичани и на Едхем от село Сълп, макар и да били в състав на четата“, обвинен от Обвинителната комисия, лежал в Кичевския затвор, амнистиран с общата амнистия от 12 април 1904 година[17][18]
- Яне Скаев (Скайов) (1865 – ?) български революционер, член на Битолския околийски комитет на ВМОРО

Свързани с Вранещица
- Весела Трайкова (р. 1957), българска историчка, по произход от Вранещица
- Веселин Трайков (1921 – 2011), български историк, по произход от Вранещица